# 오천 (전한)
오천(吳淺, ? ~ 기원전 158년)은 전한 전기의 제후로, 장사문왕의 아들이다.

## 생애
혜제 원년(기원전 194년), 편후(便侯)에 봉해졌다.
편경후 37년(기원전 158년)에 죽어 시호를 경(頃)이라 하였고, 아들 오신이 작위를 이었다.

## 출전
- 사마천, 《사기》
  - 권19 혜경간후자연표
- 반고, 《한서》
  - 권16 고혜고후문공신표

| 선대 (첫 봉건) | 전한의 편후 기원전 194년 9월 계묘일 ~ 기원전 158년 | 후대 아들 편공후 오신 |